# Chrysopogon argutus
Chrysopogon argutus är en gräsart som först beskrevs av Ernst Gottlieb von Steudel, och fick sitt nu gällande namn av Carl Bernhard von Trinius och Benjamin Daydon Jackson. Chrysopogon argutus ingår i släktet Chrysopogon och familjen gräs. Inga underarter finns listade i Catalogue of Life.